# La tierra está sorda
La tierra está sorda és el títol del catorzè disc d'estudi de la banda de rock Barricada. Publicat el 2009, es tracta d'un àlbum conceptual sobre la guerra civil espanyola. Està acompanyat per un llibret de 184 pàgines escrit per El Drogas, baixista i veu del grup fins a 2011.

## Llista de cançons
| Núm. | Títol                     | Durada |
| ---- | ------------------------- | ------ |
| 1.   | «Desfilan»                |        |
| 2.   | «Sotanas»                 |        |
| 3.   | «Hasta siempre, Tensi»    |        |
| 4.   | «Por la libertad»         |        |
| 5.   | «Los maestros»            |        |
| 6.   | «Matilde Landa»           |        |
| 7.   | «Infierno de piedra»      |        |
| 8.   | «La estancia»             |        |
| 9.   | «22 de maig»              |        |
| 10.  | «Es una carta»            |        |
| 11.  | «Pétalos»                 |        |
| 12.  | «Suela de alpargata»      |        |
| 13.  | «Casas viejas»            |        |
| 14.  | «Llegan los cuervos»      |        |
| 15.  | «Cierra los ojos»         |        |
| 16.  | «Las siete de la tarde»   |        |
| 17.  | «Agua estancada»          |        |
| 18.  | «Una lágrima en el suelo» |        |